# Geōrgios Pamlidīs
Geōrgios Pamlidīs (in greco Γεώργιος Παμλίδης?; Katerini, 13 novembre 1993) è un calciatore greco, attaccante del Kalamata in prestito dall'Arīs Salonicco.

## Carriera
Ha giocato nella prima divisione greca.

## Palmarès

### Club

#### Competizioni nazionali
- Souper Ligka Ellada 2: 1

PAS Giannina: 2019-2020